# San Antonio (San Antonio, Jujuy)
San Antonio (También conocido como Perico de San Antonio) es una localidad del extremo sur de la provincia de Jujuy y cabecera del departamento homónimo.
Se accede al poblado, a 37 km de la capital provincial San Salvador de Jujuy, por la RN 9.
y la RP 2.

## Historia
Se encuentra por primera vez el nombre de "Perico de San Antonio" en el Expediente 598 del 8 de mayo de 1663, un contrato firmado en la estancia de San Antonio de Perico.

## Capital Nacional del Quesillo
San Antonio, pueblo de tradiciones, con vecinos campesinos en su mayoría, tiene una leyenda en torno a la producción del quesillo.

## Sismicidad
La sismicidad del área de Jujuy es frecuente y de intensidad baja, y un silencio sísmico de terremotos medios a graves cada 40 años.
- Sismo de 1863: aunque dicha actividad geológica catastrófica, ocurre desde épocas prehistóricas, el terremoto del 4 de enero de 1863 (162 años),[2] señaló un hito importante dentro de la historia de eventos sísmicos jujeños, con 6,4 Richter. Pero nada cambió extremando cuidados y/o restringiendo códigos de construcción.[1]
- Sismo de 1948: el 25 de agosto de 1848 (176 años) con 7,0 Richter, el cual destruyó edificaciones y abrió numerosas grietas en inmensas zonas[2][1]
- Sismo de 2009: el 6 de noviembre de 2009 (15 años) con 5,6 Richter

## Parroquias de la Iglesia católica en San Antonio
| Diócesis  | Jujuy                 |
| --------- | --------------------- |
| Parroquia | Inmaculada Concepción |